# Jean de Berry (comte de Montpensier)
Pour les articles homonymes, voir Jean de Berry et Berry (homonymie).
Jean de Berry (château de Mehun-sur-Yèvre, janvier 1377-peu avant le 17 novembre 1397), comte de Montpensier (1386-1397), est le fils de Jean de France, duc de Berry (1340-1416), et de Jeanne d'Armagnac (1346-1388).
Il se maria deux fois :
1. en 1386 à Saint-Ouen avec Catherine de France (1378-1388), fille de Charles V et de Jeanne de Bourbon.
2. en 1390 avec Anne de Bourbon (1380-1408), fille de Jean de Bourbon, comte de la Marche et de Vendôme, et de Catherine de Vendôme.

Il n'eut pas d'enfant de ses mariages et mourut avant son père.